# Calliptamicus
Calliptamicus is een geslacht van rechtvleugeligen uit de familie veldsprinkhanen (Acrididae). De wetenschappelijke naam van dit geslacht is voor het eerst geldig gepubliceerd in 1922 door Uvarov.

## Soorten
Het geslacht Calliptamicus omvat de volgende soorten:
- Calliptamicus antennatus Kirby, 1902
- Calliptamicus semiroseus Serville, 1838